# Hinamatsuri (manga)
Hinamatsuri (Nhật: ヒナまつり) là một bộ truyện tranh seinen của Nhật Bản được viết và minh họa bởi Masao Ōtake. Nó đã được đăng theo kỳ trên tạp chí Harta của Enterbrain, trước đây gọi là Fellows!, kể từ năm 2010 và có mười sáu tập tankōbon kể từ tháng 3 năm 2019. Bộ sách được cấp phép bởi One Peace Books. Một bộ phim truyền hình anime được chuyển thể bởi Feel được phát sóng từ tháng 4 đến tháng 6 năm 2018. Câu chuyện kể về thành viên yakuza Yoshifumi Nitta, người giám hộ cho một cô gái bí ẩn với năng lực psychokinesis tên là Hina - thực chất là một vị khách không mời mà đến trong căn hộ của anh.

## Cốt truyện
Yoshifumi Nitta, một yakuza bậc trung của băng đảng Ashikawa, vốn đang sống một cuộc đời bình thường bỗng trở nên hỗn loạn vì một cô gái đến từ tương lai từ đâu rớt xuống đầu anh mà không có sự báo trước. Không biết gì hơn ngoài tên cô bé, Hina, và sự thật là cô có sức mạnh psychokinesis đáng kinh ngạc, Yoshifumi bất đắc dĩ trở thành người cha không chính thức của cô bé. Tuy nhiên, sự xuất hiện của Hina tạo ra một phản ứng dây chuyền về các sự kiện ảnh hưởng đến mọi người trong thành phố, đặc biệt là sau khi nhiều cô gái từ tương lai đến để đưa cô trở lại hoặc âm mưu tiêu diệt cô bé.

## Nhân vật

### Nhân vật chính
Hina Nitta (新田 ヒナ Nitta Hina)
Lồng tiếng bởi: Takako Tanaka
Hina là nhân vật nữ chính, sở hữu những khả năng siêu phàm như telekinesis. Nguồn gốc của cô là từ tương lai, cô quay ngược thời gian từ một cái kén và đáp xuống đầu của Nitta. Do Hina đe dọa đập phá đồ đạc của mình, Nitta miễn cưỡng để cô ở lại. Khi anh chăm sóc cô, Nitta bắt đầu cảm thấy mình càng lúc càng giống như một người cha. Trong suốt câu chuyện, mối quan hệ của Nitta và Hina phát triển đến mức họ coi nhau là cha và con gái - Nitta chào đón cô vào gia đình Nitta với tư cách là con gái, trước mặt mẹ và chị gái anh.
Nitta đăng ký Hina ở trường theo yêu cầu của cô, nhưng cô không học hành nghiêm túc, thường ngủ gật trong lớp. Ở nhà, cô rất lười biếng và mê trò chơi điện tử. Cô rất kén ăn mặc dù khẩu vị không được tốt lắm; Thức ăn ưa thích của cô là trứng cá hồi. Mặc dù Nitta chăm sóc cô, Hina có thể làm phiền anh đến mức cô bị đuổi ra khỏi căn hộ (tạm thời). Nitta thường so sánh cô với Anzu siêng năng, một người bạn siêu năng lực gia của cô và Nitta thường ước gì mình là cha cô bé.
Yoshifumi Nitta (新田 義史 Nitta Yoshifumi)
Lồng tiếng bởi: Yoshiki Nakajima
Yoshifumi Nitta, chủ yếu được gọi bằng tên họ Nitta, là nhân vật chính của loạt phim. Anh là một thành viên của băng đảng yakuza Ashikawa. Một ngày nọ, một cánh cổng mở ra từ tương lai và thả Hina rơi xuống đầu anh. Cô đe dọa sẽ phá vỡ đồ đạc của anh nếu anh không để cô ở lại.
Nitta có được các kỹ năng nấu ăn và dọn phòng để chăm sóc mẹ và em gái sau khi cha anh qua đời, và sở thích của anh là sưu tập những chiếc bình và bình sứ quý hiếm (mà Hina thường phá hủy). Ban đầu, Nitta giới thiệu Hina với gia đình của mình với tên gọi là Hina Adachi, con gái của một yakuza đang bị giam cầm mà anh đang nuôi dưỡng. Tuy nhiên, anh quyết định thừa nhận cô là con gái mình sau khi nhận ra mối quan hệ của họ đã phát triển đến mức nào.

### Nhân vật phụ
Anzu Hayashi (林 アンズ Hayashi Anzu)
Lồng tiếng bởi: Rie Murakawa
Anzu là một siêu nhân lực gia khác có sức mạnh ngoại cảm như Hina. Cô ban đầu được gửi đến để giết Hina, nhưng thua cô trong một cuộc thi sức mạnh và từ bỏ nhiệm vụ. Không thể trở về tương lai vì thiết bị cần thiết đã vô tình bị phá hỏng, cô được Yassan, một người đàn ông vô gia cư nhận vào. Ông mời cô tham gia một trại vô gia cư ở Tokyo, nơi cô học được giá trị của sự chăm chỉ và tiền bạc. Khi trại bị đuổi khỏi công viên nơi họ ở, Anzu được một cặp vợ chồng điều hành một nhà hàng Trung Quốc, gia đình Hayashi nhận nuôi. Cô bắt đầu thích nghi với một cuộc sống thơ ấu bình thường; mặc dù vẫn giữ được giá trị của mình từ thời còn ở trại. Bản tính lương tâm và chăm chỉ của Anzu (khác xa với cô khi mới đến hiện tại) thường khiến Nitta ước cô là con gái của mình, thay vì Hina. Cuối cùng, cha mẹ của Anzu quyết định đóng cửa nhà hàng của họ, khiến Anzu bắt đầu khởi nghiệp với gian hàng ramen di động của riêng mình, nơi Nitta và Sabu thường xuyên ghé thăm. Khi Hitomi đến thăm gian hàng với các nhân viên của mình, một trong số họ nhận ra cô là em gái nuôi của mình. Sau đó trong loạt phim, Anzu cấm Nitta đến thăm gian hàng sau một sự hiểu lầm liên quan đến Sabu, mặc dù sau đó cô đã bỏ qua cho anh sau khi Sabu xin lỗi.
Hitomi Mishima (三嶋 瞳 Mishima Hitomi)
Lồng tiếng bởi: Kaede Hondo
Hitomi là bạn cùng lớp của Hina ở trường cấp hai, người không thể từ chối giúp đỡ người khác. Khi Hina bảo cô hợp tác điều tra xem Nitta đang làm gì, cô đã bị bỏ lại một mình tại Little Song. Bị hiểu lầm một nhân viên pha chế, Hitomi đã thực hiện xuất sắc nhiệm vụ giữ gìn quán bar, khiến Utako buộc cô phải làm việc tại Little Song. Trải qua nhiều sự trùng hợp ngẫu nhiên, cô bắt đầu làm việc với ngày càng nhiều công việc hơn mặc dù cố gắng (và không thành công) trở thành một học sinh bình thường. Cô cũng xây dựng mối quan hệ với các doanh nhân, chính trị gia và yakuza có ảnh hưởng. Hitomi thăng tiến quá nhanh tại một công ty, đến nỗi cô trở thành Chủ tịch - đóng giả làm người lớn để thuê cha cô vào làm việc khi ông bị sa thải. Sau đó, cô xin nghỉ việc và chuyển đến Florida, nhưng bằng cách nào đó lại trở thành CEO tại một công ty thậm chí còn lớn hơn. Hitomi, ít nhất là tại xuất phát điểm ban đầu, cô là một cô bé nhút nhát; lúc nào cũng nhún nhường cho bất cứ điều gì được yêu cầu. Tuy nhiên, một chuỗi những sự kiện xảy ra khiến cô có tầm ảnh hưởng, Hitomi trở nên mạnh mẽ, đáng sợ hơn và có thể sử dụng các mối quan hệ của mình để chống lại những kẻ mà cô khinh bỉ. Ví dụ, khi các nhân vật biết về tương lai tồi tệ mà họ cần phải thay đổi, Nitta lại thể hiện sự không quan tâm chút nào - thậm chí ngay cả khi Hitomi trở về Nhật Bản đặc biệt để tìm kiếm sự trợ giúp của anh về vấn đề đó. Kết quả là, cô đã thao túng mọi thứ để công việc của Nitta không được thuận lợi để buộc anh phải quan tâm, và như một chiếc đinh cuối cùng trong quan tài, gần như cô lập Anzu khỏi anh, khiến anh nhượng bộ và bắt đầu gọi cô là"bà chủ".
Utako Sakura (桜 詩子 Sakura Utako)
Lồng tiếng bởi: Yōko Hikasa
Chủ sở hữu và nhân viên pha chế ban đầu của quán bar Little Song. Cô de dọa Hitomi làm việc cho mình khi được chứng kiến kỹ năng điêu luyện của cô, nhưng chẳng mấy chốc đã trở nên dư thừa khi khách hàng của cô trở nên thích đồ uống của Hitomi. Nitta rất thích Utako, nhưng cô từ chối anh vì cô nghĩ rằng anh là một người cha độc thân đã ly dị, Nitta sau đó mất hứng thú với cô vì tính cách tự cho mình là trung tâm. Mặc dù vậy, cô được chứng minh là có một mặt; phản đối việc đuổi người vô cư và phục vụ súp cho họ, đồng thời sắp xếp cho Anzu được gia đình Hayashi nhận nuôi.
Mao (マオ)
Lồng tiếng bởi: Ari Ozawa
Một siêu năng lực gia khác từ cùng một tổ chức của Hina và Anzu. Sau khi được gửi đi để mang họ trở lại, cô vô tình rơi xuống một hòn đảo hoang vắng và bị mắc kẹt ở đó trong nhiều tháng mà không có sự tiếp xúc của con người, tạo ra nhiều con rối bằng gỗ của Hina và Anzu để không cảm thấy cô đơn. Cuối cùng, cô học được cách đóng một chiếc bè và đến được Trung Quốc, nơi cô học kung-fu và sử dụng sức mạnh của mình để vào top trường võ. Sau một vài năm đào tạo, cô trở về Nhật Bản sau khi được giao nhiệm vụ thành lập một chi nhánh của trường ở đó, dẫn đến việc thành lập một lớp hướng dẫn thể dục gọi là"Superhuman Fitness".
Yoshihiko Ashikawa (芦川 良彦 Ashikawa Yoshihiko)
Lồng tiếng bởi: Hidekatsu Shibata
Người đứng đầu cũ của băng đảng Ashikawa. Ông đã rút lui khỏi vị trí của mình do tuổi cao sức yếu, nhưng vẫn duy trì được tầm ảnh hưởng. Ông yêu quý Hina như thể là cháu gái mình, thậm chí sử dụng các nguồn lực của yakuza để hỗ trợ cô bé trong một số trường hợp như tranh cử chức chủ tịch hội học sinh, và khuyến khích Nitta quan tâm tích cực hơn đến việc nuôi dạy cô bé.
Kiyoshi Baba (馬場 清 Baba Kiyoshi)
Lồng tiếng bởi: Tsuyoshi Koyama
Chỉ huy thứ hai của nhóm yakuza của Nitta. Anh xem Nitta là một kẻ nịnh bợ không biết xấu hổ, nhưng tôn trọng những thành tựu của anh. Anh ta đã kế vị Yoshishiko với tư cách là người đứng đầu mới của nhóm yakuza.
Sabu (サブ)
Lồng tiếng bởi: Kengo Kawanishi
Thuộc hạ của Nitta trong nhóm yakuza của anh. Anh thường chứng minh phần nào không phù hợp với bất kỳ công việc nào được giao, chẳng hạn như đòi nợ thuê, buộc Nitta phải tự giải quyết vấn đề một mình.
Tatsuhiko Naitou (内藤達彦 Naitō Tatsuhiko)
Lồng tiếng bởi: Tetsu Inada
Cố vấn cũ của Nitta và người cha ghẻ lạnh của Hitoshi. Được biết đến là người nóng tính, hay đòi hỏi và bạo lực, hắn đã khắc cho Nitta một vết sẹo trên mắt. Hắn đã ở tù vài năm và được thả ra trong những tháng sau khi Nitta bắt đầu chăm sóc Hina.
Hitoshi Maeda (前田 仁志 Maeda Hitoshi)
Một cậu bé học cùng trường cấp hai với Hina và sau này nảy sinh tình cảm với cô. Hina giúp cậu trở nên can đảm để đối đầu với người cha vắng mặt của mình, Naitou.
Mami Shinjou (新庄 マミ Shinjō Mami)
Lồng tiếng bởi: Eri Suzuki
Một trong những người bạn cùng lớp của Hina và một trong số ít người nhận thức được sức mạnh của Hina. Cô bị ám ảnh bởi sự huyền bí và vì thế hay bị hút về phía Hina và cũng hay vội kết luận những điều kì lạ một cách vộị vàng và hành động như một đứa trẻ bất chấp tuổi tác. Cô cũng là một người cô độc ở trường trung học.
Sayo Aizawa (相沢 さよ Aizawa Sayo)
Lồng tiếng bởi: Mikako Komatsu
Một trong những bạn học của Hina. Cô giúp đỡ trong cuộc điều tra để khám phá công việc bí mật của Hitomi. Cô thường tỏ ra nghiêm túc mặc dù chỉ tính làm cho vui. Cô cũng thông minh hơn so với các bạn cùng lớp và đặc điểm nổi bật của cô là cặp kính.
Yassan (ヤッさん)
Lồng tiếng bởi: Shinpachi Tsuji
Yassan là người đàn ông vô gia cư đưa Anzu vào sau khi cô không trở về nhà. Ông dạy cô giá trị của sự chăm chỉ và tiền bạc và trở thành một người cha với cô. Sau khi quản lí phường đuổi họ ra khỏi công viên mà họ đang ở, ông đã môi giới một thỏa thuận thông qua Utako để gia đình Hayashi nhận cô vào làm con gái của họ. Yassan gặp lại Anzu sau một thời gian dài, nhận được một bát ramen từ giỏ hàng của cô.

## Phương tiện truyền thông

### Manga
Hinamatsuri đã được đăng theo kỳ trên tạp chí Harta của Kadokawa từ năm 2010 và có mười sáu tập tankōbon. Nhà xuất bản truyện tranh tiếng Anh One Peace Books đã cấp phép cho bộ truyện được xuất bản ở Bắc Mỹ.

### Anime
Một bộ phim truyền hình anime dài 12 tập được chuyển thể bởi Feel được phát sóng từ ngày 6 tháng 4 đến ngày 22 tháng 6 năm 2018. Bộ phim được đạo diễn bởi Kei Oikawa cùng với Keiichirō Ōchi viết kịch bản và Nippon Columbia sản xuất âm nhạc. Rie Murakawa đã biểu diễn bài hát mở đầu"Distance", trong khi Yoshiki Nakajima thể hiện chủ đề kết thúc "Sake to Ikura to 893 to Musume" (鮭とイクラと893と娘) qua nhân vật Yoshifumi Nitta. Chủ đề kết thúc thứ hai có tiêu đề "Shashin Jō" (写真帖 dịch"Photo Book") "Sách ảnh") của Yoko Ishida được sử dụng trong tập 6, trong khi tập 12 sử dụng hai chủ đề kết thúc: "Taisetsu na Hito" (たいせつなひと) của Haruka Chisuga và "Hajimete no Kimochi" (初めてのキモチ) của Ari Ozawa qua nhân vật Mao, tương ứng. Crunchyroll mô phỏng anime, trong khi Funimation phát trực tiếp bản lồng tiếng Anh.